# T-Series
Super Cassettes Industries Private Limited, более известный как T-Series — музыкальный лейбл звукозаписи и кинокомпания из Индии, основанная Гульшаном Кумаром в 1983 году. Он в первую очередь известен в болливудской музыке саундтреками и инди-поп-музыкой. По состоянию на 2014 год T-Series является крупнейшим музыкальным лейблом Индии, занимающим до 35% индийского музыкального рынка, за которым следуют Sony Music India и Zee Music. T-Series также владеет и управляет вторым по величине каналом на YouTube. Сейчас на канале T-Series более 299 миллионов подписчиков и более 300 миллиардов просмотров (по состоянию на 21 июля 2025 года). T-Series также имел некоторый умеренный успех в качестве кинокомпании.
Кумар, первоначально продавец фруктовых соков в Дели, основал T-Series для продажи пиратских болливудских песен, прежде чем компания в конечном итоге начала выпускать новую музыку. Их прорыв произошёл с саундтреком к болливудскому блокбастеру 1988 года «Приговор», составленному Анандом-Милиндом, написанному Маджрухом Султанпури, а также с участием Амира Хана и Джухи Чавлы, который стал одним из самых продаваемых индийских музыкальных альбомов 1980-х годов с более чем 8 миллионами продаж. В конечном итоге они стали ведущим музыкальным лейблом с релизом «Жизнь во имя любви» (1990), составленного Надим–Шраван, который разошёлся тиражом в 20 миллионов экземпляров и стал самым продаваемым индийским саундтреком всех времен. Однако Гульшан Кумар был убит мумбайским мафиозным синдикатом D-Company в 1997 году. С тех пор T-Series руководили его сын Бхушан Кумар и младший брат Кришан Кумар.
На YouTube T-Series имеет многоканальную сеть с 30 каналами (кроме Lahari Music), которые имеют более 382.3 миллионов подписчиков по состоянию на 15 декабря 2021 года. Команда YouTube-компании состоит из 13 человек в штаб-квартире T-Series. Основной канал компании T-Series на YouTube в основном выпускает музыкальные клипы, а также трейлеры фильмов. Он стал самым просматриваемым каналом YouTube в январе 2017 года. Канал T-Series в основном содержит контент на хиндийском языке, а иногда и на нескольких других языках, включая английский, португальский и испанский. У T-Series также есть другие каналы, посвящённые контенту на нескольких индийских языках, включая панджаби, урду, тамильский, телугу, малаялам, каннада, бходжпури, гуджарати, маратхи и раджастхани.

## Правовые вопросы
В ноябре 2007 года T-Series подала иск против YouTube за нарушение авторских прав на их музыку, поскольку пользователи могли загружать на YouTube видеоролики с музыкой, доступ к которым был бесплатным, и добилась от Верховного суда Дели временного постановления, запрещающего YouTube нарушать их авторские права. T-Series и YouTube урегулировали спор во внесудебном порядке в январе 2011 года.
В апреле 2019 года, после того как Пьюдипай выпустил два дисс-трека на T-Series, «Bitch Lasagna» и «Congratulations», T-Series подала иск в Верховный суд Дели с требованием удалить эти песни с YouTube, аргументируя это тем, что они являются «клеветническими, пренебрежительными, оскорбительными и обидными». Несмотря на заявление Чельберга о том, что эти дисс-треки были «сделаны в шутку», 8 апреля 2019 года суд вынес временный судебный запрет в пользу T-Series, и доступ к дисс-трекам на YouTube в Индии был заблокирован. В августе 2019 года сообщалось, что T-Series и Пьюдипай урегулировали свои юридические споры во внесудебном порядке.

## Продюсерская фильмография

### 1990-е
| Год  | Фильм                 |
| ---- | --------------------- |
| 1990 | Жизнь во имя любви    |
| 1990 | Пока будет весна      |
| 1991 | Jeena Teri Gali Mein  |
| 1991 | Айее Милан Ки Рааф    |
| 1991 | Сердцу не прикажешь   |
| 1992 | Jeena Marna Tere Sang |
| 1992 | Любовь и музыка       |
| 1993 | Сегодня моя жизнь     |
| 1995 | Bewafa Sanam          |

### 2000-е
| Год  | Фильм                               |
| ---- | ----------------------------------- |
| 2000 | Papa The Great                      |
| 2001 | Без тебя                            |
| 2003 | Aapko Pehle Bhi Kahin Dekha Hai     |
| 2006 | Предчувствие любви                  |
| 2007 | Любовница                           |
| 2007 | Лабиринт                            |
| 2008 | Долг                                |
| 2009 | Радио-диджей: Любовь в прямом эфире |

### 2010-е
| Год  | Фильм |
| ---- | --- |
| 2010 | С надеждой на лучшее                                                                                          |
| 2010 | Очи чёрные |
| 2011 | Дом «Патиала»                                                                                                 |
| 2011 | Всегда готов!                                                                                                 |
| 2013 | Король драмы                                                                                                  |
| 2013 | Жизнь во имя любви 2                                                                                          |
| 2014 | Крылья желаний                                                                                                |
| 2014 | Призрак виллы Натхов 2                                                                                        |
| 2014 | История ненависти 2                                                                                           |
| 2014 | Существо |
| 2015 | Бэйби |
| 2015 | Рой |
| 2015 | Лила |
| 2015 | Я люблю Новый год                                                                                             |
| 2015 | Всё хорошо |
| 2015 | Беги, Джонни                                                                                                  |
| 2015 | История ненависти 3                                                                                           |
| 2016 | Любимая |
| 2016 | Воздушная перевозка                                                                                           |
| 2016 | Ваши радости                                                                                                  |
| 2016 | Сарабджит |
| 2016 | Тайна 4 |
| 2016 | Без тебя 2 |
| 2016 | Ты всему причина                                                                                              |
| 2016 | Одержимость                                                                                                   |
| 2017 | Нур |
| 2017 | Хинди школа                                                                                                   |
| 2017 | FU: Friendship Unlimited                                                                                      |
| 2017 | Тесная связь                                                                                                  |
| 2017 | Друзья |
| 2017 | Симран |
| 2017 | Бхуми |
| 2017 | Шеф |
| 2017 | Star Gold Mumbai Special 6 3D: The Cycle Competition 3 At Wankhede Stadium And The Wonder Of Verma Once Again |
| 2017 | Ваша Сулу |
| 2018 | Сону, Титу и Свити                                                                                            |
| 2018 | The Grihapravesh Pooja At 25 March 2018                                                                       |
| 2018 | История ненависти 4                                                                                           |
| 2018 | Рейд |
| 2018 | Шантаж |
| 2018 | Фанни Хан |
| 2018 | Правда всегда побеждает                                                                                       |
| 2018 | Света нет, но счётчик крутится                                                                                |
| 2019 | Зачем обманывать Индию                                                                                        |
| 2019 | Люби меня |
| 2019 | Бхарат |
| 2019 | Кабир Сингх                                                                                                   |
| 2019 | Сожаление |
| 2019 | Арджун Патиала                                                                                                |
| 2019 | Семейная клиника                                                                                              |
| 2019 | Операция «Batla House»                                                                                        |
| 2019 | Саахо |
| 2019 | Раздел 375 |
| 2019 | Daaka |
| 2019 | Спутник Шанкар                                                                                                |
| 2019 | Я умру |
| 2019 | Сумасшествие                                                                                                  |
| 2019 | Муж, жена и...                                                                                                |

### 2020-е
| Films that have not yet been released | Обозначает фильмы, которые ещё не были выпущены |

| Год  | Фильм                         |
| ---- | ----------------------------- |
| 2020 | Танаджи: Невоспетый воин      |
| 2020 | Мама – это святое!            |
| 2020 | Уличный танцор 3D             |
| 2020 | Бродяга                       |
| 2020 | Жениться нужно осторожно      |
| 2020 | Пощёчина                      |
| 2020 | Ludo                          |
| 2020 | Толпа                         |
| 2020 | Indoo Ki Jawani               |
| 2020 | Мумбайская сага               |
| 2020 | Лабиринт 2                    |
| 2020 | Bhuj: The Pride of India      |
| 2020 | Satyameva Jayate 2            |
| 2020 | Saina                         |
| 2020 | Shiddat                       |
| 2020 | Ezra                          |
| 2020 | Dahi Cheeni                   |
| 2020 | Могул: История Гулшана Кумара |
| 2020 | Time To Dance                 |
| 2020 | Ремейк Begin Again            |
| 2020 | Tera Yaar Hoon Main           |
| 2020 | Durgavati                     |
| 2021 | Ek Villain 2                  |
| 2021 | Atrangi Re                    |